# جوني لويس (قاضي)
جوني لويس (بالإنجليزية: Johnnie Lewis)‏ هو قاضي ليبيري، ولد في 16 أبريل 1946 في Greenville, Liberia ‏ في ليبيريا، وتوفي في 21 يناير 2015 في الولايات المتحدة.